# Rue Charles-de-Gaulle (Alfortville)
Pour les articles homonymes, voir rue du Général-de-Gaulle.
La rue Charles-de-Gaulle est une voie de communication d'Alfortville, dans le Val-de-Marne. Elle suit le tracé de la route départementale 19, ancienne route nationale 19 localement déclassée.

## Situation et accès

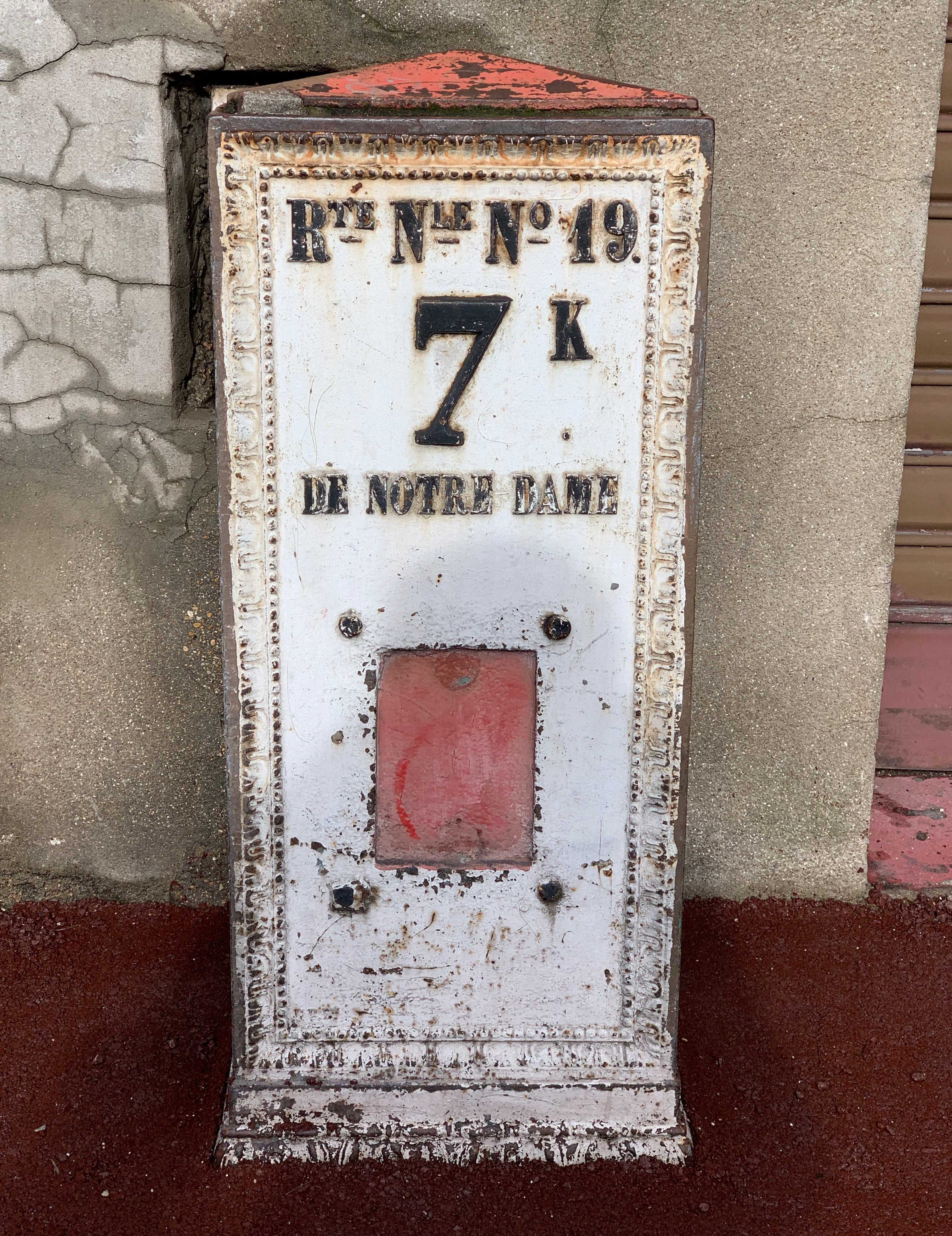
Borne kilométrique 7 sur la.

Cette rue orientée d'ouest en est part du nord de la Seine traversée par le pont d'Ivry, au carrefour du quai Blanqui, de la place du Confluent-France-Chine et de la rue de la Marine. Elle croise notamment la rue Paul-Vaillant-Couturier, puis se termine à la limite de Maisons-Alfort, sous le pont ferroviaire de la ligne de Paris-Lyon à Marseille-Saint-Charles.

## Origine du nom

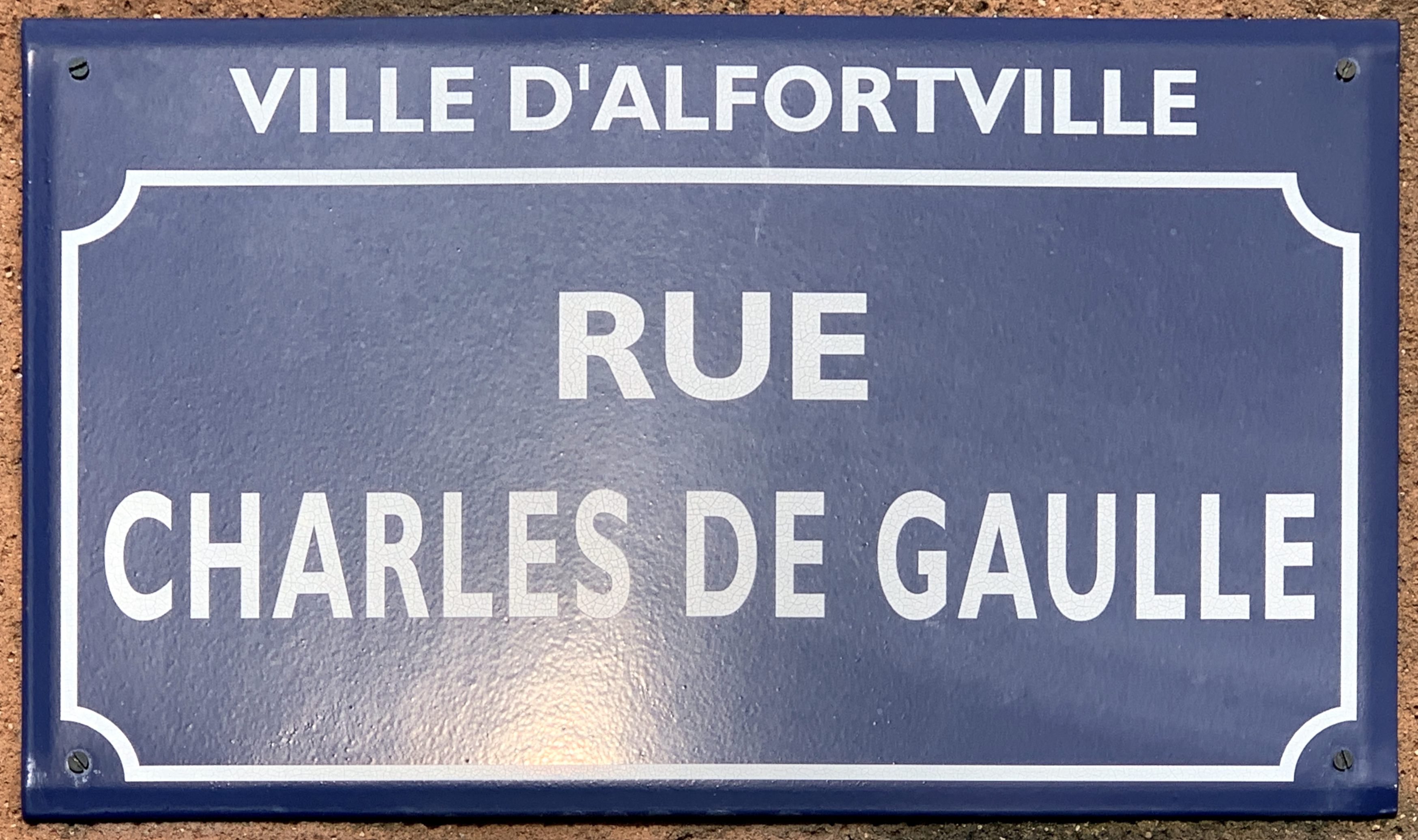
Plaque de la rue Charles-de-Gaulle.

Cette rue porte le nom du militaire, résistant, homme d'État et écrivain français Charles de Gaulle (1890-1970).

## Historique

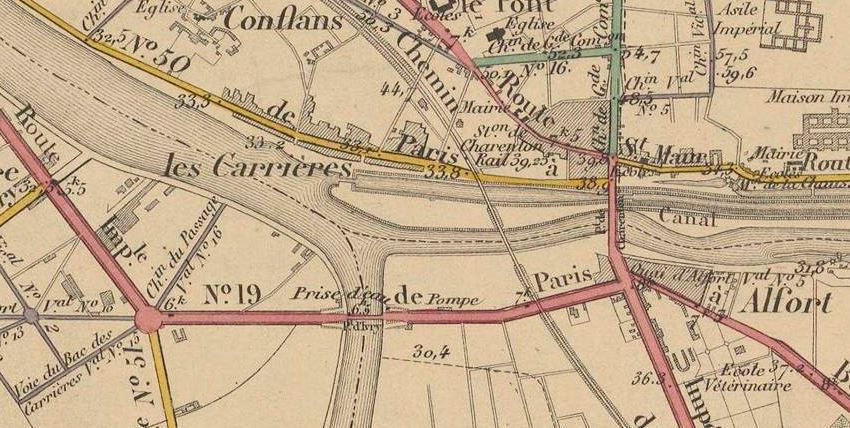
Carte du Département de la Seine en 1890, avec la route 19.

C'est en 1827 que cet axe prend une certaine importance, avec la construction, pendant les dernières années du règne du roi Charles X, d'un premier pont destiné à faciliter les déplacements et le commerce, reliant notamment la Halle aux Vins de Paris au marché de Bourg-la-Reine.
Elle prit alors naturellement le nom de rue du Pont-d'Ivry,,.

## Bâtiments remarquables et lieux de mémoire

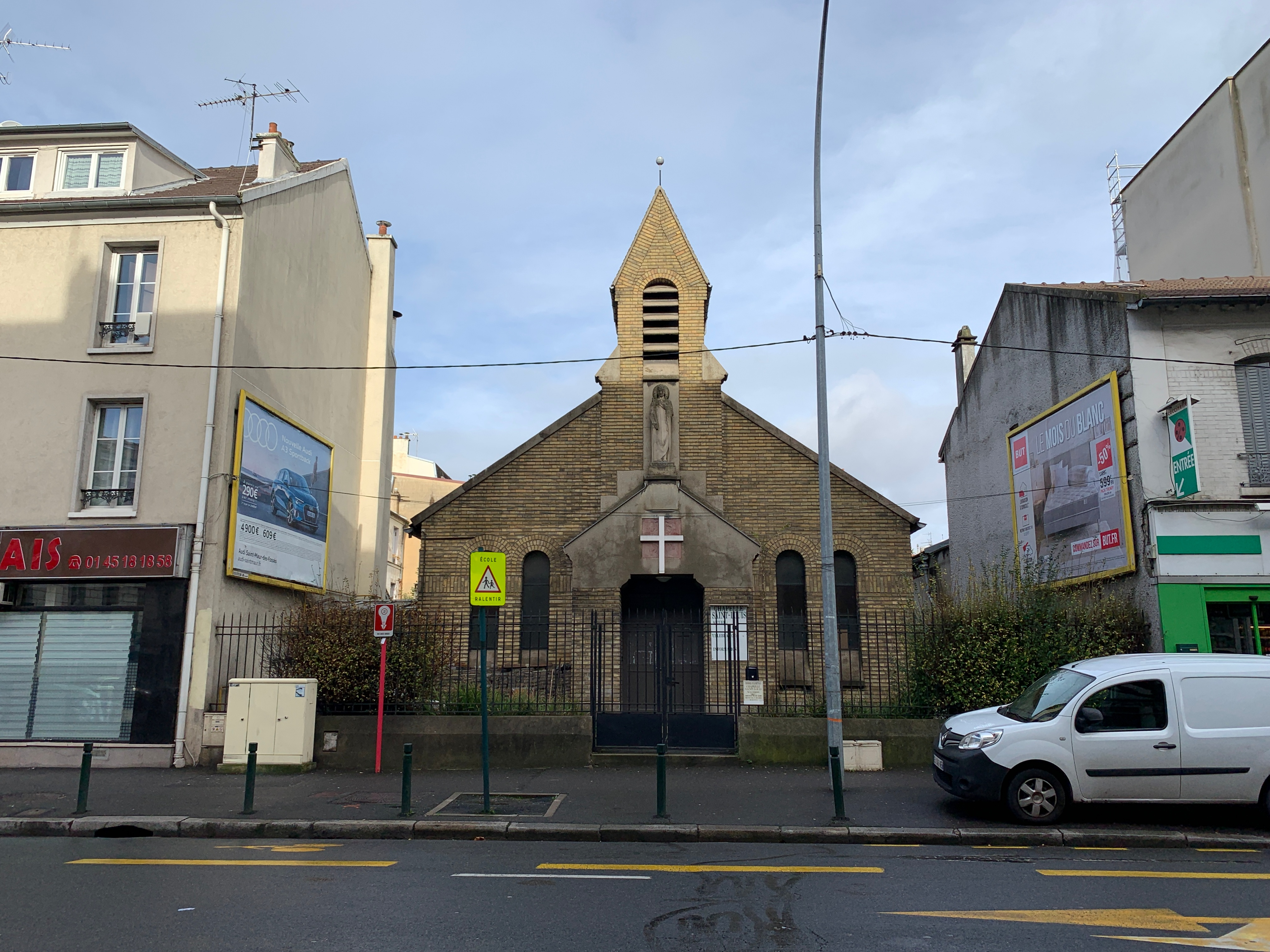
La chapelle Saint-Louis en 2021.

- Pendant la Première Guerre mondiale se trouvait au no 12 le bureau du ravitaillement de la municipalité[5].
- Chapelle Saint-Louis d'Alfortville, construite en 1936.
- Huatian Chinagora, complexe hôtelier construit en 1992,  inspiré du style de la Cité interdite de Pékin[6].